# Vasílios Spanoúlis
Vasílios Spanoúlis (en grec Βασίλειος Σπανούλης), plus souvent appelé Vasílis Spanoúlis (Βασίλης Σπανούλης), né le 7 août 1982 à Larissa, est un joueur puis entraîneur grec de basket-ball. Pendant sa carrière de joueur, il évolue au poste d’arrière. Il est le troisième meilleur marqueur de l'histoire de l'Euroligue, derrière Mike James et Nando de Colo.

## Biographie

### Débuts et passage en NBA
Évoluant en Grèce, d’abord au Gymnastikós S. Lárissas puis au Maroussi Athènes, il est drafté en 50e position en 2004 par les Mavericks de Dallas avant d’être échangé le même jour pour Luis Flores des Rockets de Houston.
Il poursuit toutefois sa carrière en Grèce au Panathinaïkos où il réalise le doublé avant de rejoindre la NBA pour la saison suivante chez les Rockets de Houston.

### Panathinaïkos Athènes
À l’issue de la saison 2006-2007, il décide de retourner en Grèce pour des raisons personnelles. Il rejoint son ancien club du Panathinaïkos. Le club remporte sa cinquième victoire en Euroligue lors de l'édition 2009 en battant en finale le CSKA Moscou sur le score de 73 à 71, compétition dont il est désigné meilleur joueur du Final Four.

### Olympiakós Le Pirée
Après trois saisons, il rejoint l'autre club majeur du basket-ball grec, l'Olympiakós Le Pirée. Avec celui-ci, il dispute le Final Four de l'Euroligue 2011-2012. Lors de celui-ci l'Olympiakós élimine tout d'abord le FC Barcelone en demi-finale, puis le CSKA Moscou. Il est nommé meilleur joueur du Final Four. Il figure également dans le meilleur cinq de la compétition.
Lors de la saison 2012-2013 de l'Euroligue, Spanoúlis remporte les titres de meilleur joueur de la saison régulière et du Final Four. Il est aussi nommé meilleur joueur du mois de novembre et est membre du meilleur cinq de la compétition. L'Olympiakós remporte le Final Four face au Real Madrid.
En décembre 2013, il est nommé meilleur joueur de la 7e journée de la saison régulière de l'Euroligue 2013-2014 avec une évaluation de 29 (24 points et 7 passes décisives). Il est aussi le MVP de la première journée du Top 16 où l'Olympiakós l'emporte contre le Fenerbahçe Ülker de Željko Obradović, ancien entraîneur de Spanoúlis. Spanoúlis marque 28 points (4 sur 8 à trois points et 5 sur 7 à deux points), fait 9 passes décisives et prend 5 rebonds.
Spanoúlis est nommé meilleur joueur du mois d'octobre 2014 en Euroligue. Lors d'une rencontre contre Klaipėdos Neptūnas, il marque 34 points, établissant son nouveau record en Euroligue.
En novembre 2014, Spanoúlis devient le 4e joueur à marquer 2 500 points dans la plus importante compétition européenne : l'Euroligue. Il rejoint Toni Kukoč, Juan Carlos Navarro et Marcus Brown. Il mène la même saison l'Olympiakós à la finale de l'Euroligue perdue contre le Real Madrid et remporte également le titre de champion de Grèce face au Panathinaïkos. Il est par ailleurs élu MVP des finales de la ligue grecque.
Spanoúlis et l'Olympiakós réalisent lors de la saison 2015-2016 le back-to-back en remportant pour la seconde saison consécutive le championnat grec face au rival du Panathinaïkos. Lors de la finale, remportée 3 victoires à 1, Spanoúlis s'illustre, particulièrement sur les fins de rencontres. Après un premier match remporté par le Panathinaïkos, Spanoúlis offre la victoire à son équipe lors du match 2 sur le terrain du Panathinaïkos grâce à un buzzer-beater à trois points en déséquilibre face à Nick Calathes. Dans le match 3, Spanoúlis inscrit onze points lors des trois dernières minutes de jeu pour assurer la victoire de son équipe (77 à 72). Lors du match 4, dans le Nikos Galis Olympic Indoor Hall, antre du Panathinaïkos, Vasílios Spanoúlis offre le titre de champion de Grèce à l'Olympiakós en inscrivant à 1,9 seconde de la fin de la prolongation le panier de la victoire d'un step-back à trois points. Spanoúlis est élu MVP des finales et de la saison régulière.
En juin 2016, Spanoúlis prolonge pour une durée de deux ans à l'Olympiakós en signant pour un montant de trois millions d'euros jusqu'à la saison 2017-2018.
En octobre 2016, Spanoúlis devient le deuxième joueur, après Juan Carlos Navarro, à franchir le seuil des 3 000 points marqués en Euroligue. Lors de cette même deuxième journée d'Euroligue, il est nommé meilleur joueur de la journée.
En mars 2018, Spanoulis devient le meilleur passeur de l'histoire de l'Euroligue, battant le précédent record de 1 255 passes décisives établi par Dimítris Diamantídis. Il bat le record en nécessitant 6 matches de moins que Diamantídis,.
À cause de manquements au règlement, l'Olympiakós est relégué en deuxième division grecque lors de la saison 2019-2020. Le club fait alors le choix de créer deux effectifs, un pour l'EuroLigue et un pour le championnat. Vasílios Spanoúlis évolue donc uniquement dans le championnat européen cette saison-là. Au mois de janvier 2020, il devient le meilleur marqueur de l'histoire de l'EuroLigue en dépassant le précédent record de 4 152 points détenu par Juan Carlos Navarro.
Au mois de juillet 2020, il resigne un contrat d'un an avec l'Olympiakós. En juin 2021, Spanoúlis annonce prendre sa retraite de joueur.

### Carrière d'entraîneur
En juin 2022, Spanoúlis s'engage comme entraîneur du Peristéri BC, un club de la banlieue d'Athènes qui joue en première division, pour les saisons 2022-2023 et 2023-2024.
En octobre 2023, Spanoúlis est nommé sélectionneur de l'équipe nationale grecque pour deux ans,.
Le 26 novembre 2024, il devient le nouvel entraîneur de l'AS Monaco en remplacement de Saša Obradović. Il permet au club d'accéder à la première finale d'Euroligue de son histoire, perdant en finale contre le club turc du Fenerbahçe SK. C'est aussi la première finale d'une compétition européenne pour Spanoúlis en tant qu'entraîneur.

## Clubs successifs
- 1999-2001 :  Gymnastikós S. Lárissas (A2 Ethniki (en))
- 2001-2005 :  Maroussi Athènes (A1 Ethniki)
- 2005-2006 :  Panathinaïkos (A1 Ethniki)
- 2006-2007 :  Rockets de Houston (NBA)
- 2007-2010 :  Panathinaïkos (A1 Ethniki)
- 2010-2021 :  Olympiakos (A1 Ethniki)

## Palmarès

### Club
- Vainqueur de l'Euroligue 2009, 2012 et 2013
- champion de Grèce : 2006, 2008, 2009, 2010, 2012, 2015, 2016
- Vainqueur de la Coupe de Grèce : 2006, 2008, 2009, 2011

### Équipe nationale
- Championnat du monde

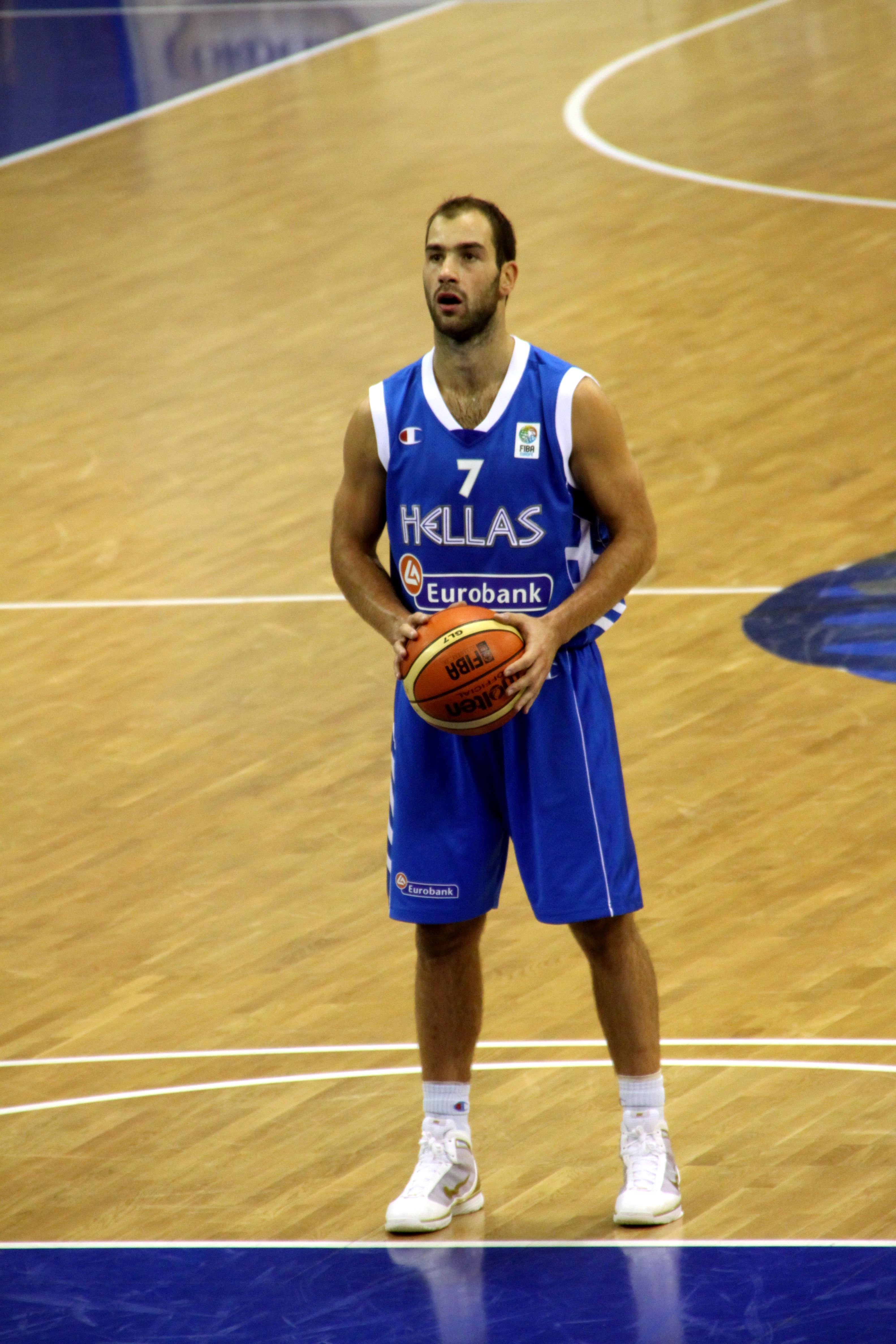
Spanoúlis avec la Grèce.

  -  Médaille d'argent du Championnat du monde 2006
- Championnat d'Europe
  -  Médaille d'or au Championnat d'Europe 2005 en Serbie
- autres
  -  Médaille d'or au Championnat du monde des moins de 20 ans 2002
  -  Médaille de bronze des championnats d'Europe junior 2000

### Distinctions personnelles
- Meilleur joueur de l'Euroligue en 2013[4].
- Meilleur joueur du Final Four de l'Euroligue en 2009[1], 2012[2] et 2013
- Nommé dans le premier cinq de l'Euroligue en 2012[3], 2013[5] et 2015[23]
- Nommé dans le second cinq de l'Euroligue en 2006[24], 2009[25], 2011[26], 2014[27] et 2018
- Nommé dans le cinq du Championnat d'Europe 2009[28]